# Penisola di Liaodong
La penisola di Liaodong (in cinese 遼東半島T, 辽东半岛S, Liáodōng BàndǎoP, in coreano 랴오둥 반도?, Ryaodung BandoLR, Ryaodung PandoMR) è una penisola nella provincia di Liáoníng, nel nord-est della Cina, un tempo anche nota come Manciuria sud-orientale. Liáodōng significa a oriente del Liáo, un fiume che nel periodo degli Stati Combattenti separava questa provincia dalla provincia di Liáoxī (遼西T, 辽西S), che era a ovest del Liáo.

## Geografia
La penisola di Liáodōng si estende nel mar Giallo dal nord, separando il Mare di Bohai dalla Baia di Corea. È formata da un'estensione dei monti Changbai Shan. Il porto principale della penisola di Liáodōng è Dalian, mentre un altro porto importante è Lüshunkou, precedentemente chiamato Port Arthur.

## Storia
Storicamente, la penisola fu importante durante le guerre sino-giapponese e russo-giapponese della fine del XIX e degli inizi del XX secolo.